# Andrei Kalimullin
Andrei Kalimullin (ur. 6 października 1977 w Kohtla-Järve) – estoński piłkarz rosyjskiego pochodzenia występujący na pozycji obrońca w estońskim klubie Infonet. Wychowanek LSK Kohtla-Järve, w swojej karierze grał także w takich zespołach jak Põlevkivi Jõhvi, Lantana Tallinn, Maardu Linnameeskond oraz Levadia Tallinn.